# Пустынь (городской округ Навашинский)
Пу́стынь — деревня в Навашинском городском округе Нижегородской области России. До мая 2015 года входила в состав Натальинского сельсовета.

## География
Расположено в восточной части района, примерно в 30 км от райцентра Навашино, на левом берегу реки Серёжи, высота над уровнем моря — 105 м.
Ближайшие населённые пункты: Валтово в 2,5 км на юго-запад и Кистаново в 1,2 км северо-восточнее.

## Население
| 2002 | 2010 |
| ---- | ---- |
| 14   | ↘7   |

## Инфраструктура
В деревне две улицы — Луговая и Новая.